# Łącze selsynowe
Łącze selsynowe – sposób elektrycznego połączenia dwóch maszyn indukcyjnych pierścieniowych, których jedna spełnia rolę nadajnika, a druga odbiornika. Łącze selsynowe służy do odwzorowania przesunięć kątowych w maszynach o ruchu wirowym. Własności maszyn w łączach selsynowych znajdują zastosowanie w urządzeniach automatyki i sygnalizacji do zdalnego ustawiania różnych obiektów w określonym położeniu.